# Game Developers Choice Awards
Les Game Developers Choice Awards sont des récompenses internationales attribuées chaque année par l'International Game Developers Association à des développeurs de jeu vidéo qui se sont distingués par des productions innovantes d'un point de vue créatif, artistique ou technologique. La première édition a lieu en 2001 pour récompenser les jeux sortis au cours de l'année 2000.
La spécificité et la valeur symbolique de ces récompenses tient au fait que les nommés et les récompensés sont élus par les développeurs eux-mêmes. Les prix sont perçus comme faisant partie des plus prestigieux et des plus influents que peut recevoir un développeur de jeu vidéo.
La cérémonie des Game Developers Choice Awards se déroule tous les ans au mois de mars aux États-Unis, à l'occasion de la semaine de la Game Developers Conference. La remise des prix elle-même est ouverte au public, et se tient immédiatement après la remise des prix de l'Independent Games Festival.
L'édition la plus récente de la cérémonie s'est tenue en mars 2025 et a décerné le titre de jeu de l'année au jeu indépendant Balatro.

## Historique
La 1re édition des Game Developers Choice Awards se déroule en 2001, pour récompenser les jeux sortis dans l'année 2000. Douze prix y sont décernés. Par la suite, plusieurs catégories sont ajoutées ou retranchées, telles que le prix du public qui est ajouté à partir de 2013.
En 2020, la pandémie de Covid-19 conduit à l'annulation de la tenue physique de la Game Developers Conference ; la cérémonie des Game Developers Choice Awards est maintenue sous la forme d'une émission en ligne, disponible par streaming sur Twitch.
En mars 2022, Inscryption établit un doublé historique en devenant le premier jeu à remporter à la fois le premier prix de l'IGF (le grand prix Seumas-McNally) et le premier prix des GDC Awards (le titre de jeu de l'année).

Vue panoramique de la salle de cérémonie en 2025.

## Fonctionnement
Traditionnellement, la cérémonie des Game Developers Choice Awards se déroule tous les ans au mois de mars aux États-Unis, à l'occasion de la semaine de la Game Developers Conference (GDC). Elle récompense les jeux sortis dans l'année calendaire écoulée ; elle permet ainsi d'inclure les jeux sortis en décembre, au contraire des cérémonies se tenant en fin d'année. Ses récompenses sont considérées comme parmi les plus prestigieuses et les plus influentes de l'industrie.
Comme l'Independent Games Festival (IGF) prend également place durant la GDC, les remises de prix des deux évènements sont groupées et ont lieu lors de la même soirée, ouverte au public. La cérémonie des GDC Awards prend immédiatement place après celle des IGF Awards, ces derniers étant consacrés aux jeux indépendants.
La spécificité et la valeur symbolique de ces récompenses tient au fait que les nommés et les récompensés sont élus par un panel de développeurs, sans présence de jurés extérieurs à la profession. La liste des nommés aux Game Developers Choice Awards est ainsi traditionnellement différente des cérémonies de récompenses dont le jury est composé de non professionnels (comme les Game Awards), puisque les développeurs et la presse peuvent avoir des grilles d'évaluation différentes,. La liste des GDC Awards prend également le parti d'inclure des « mentions honorables » dans ses communications, en nommant les jeux qui ont failli être retenus dans la sélection finale.

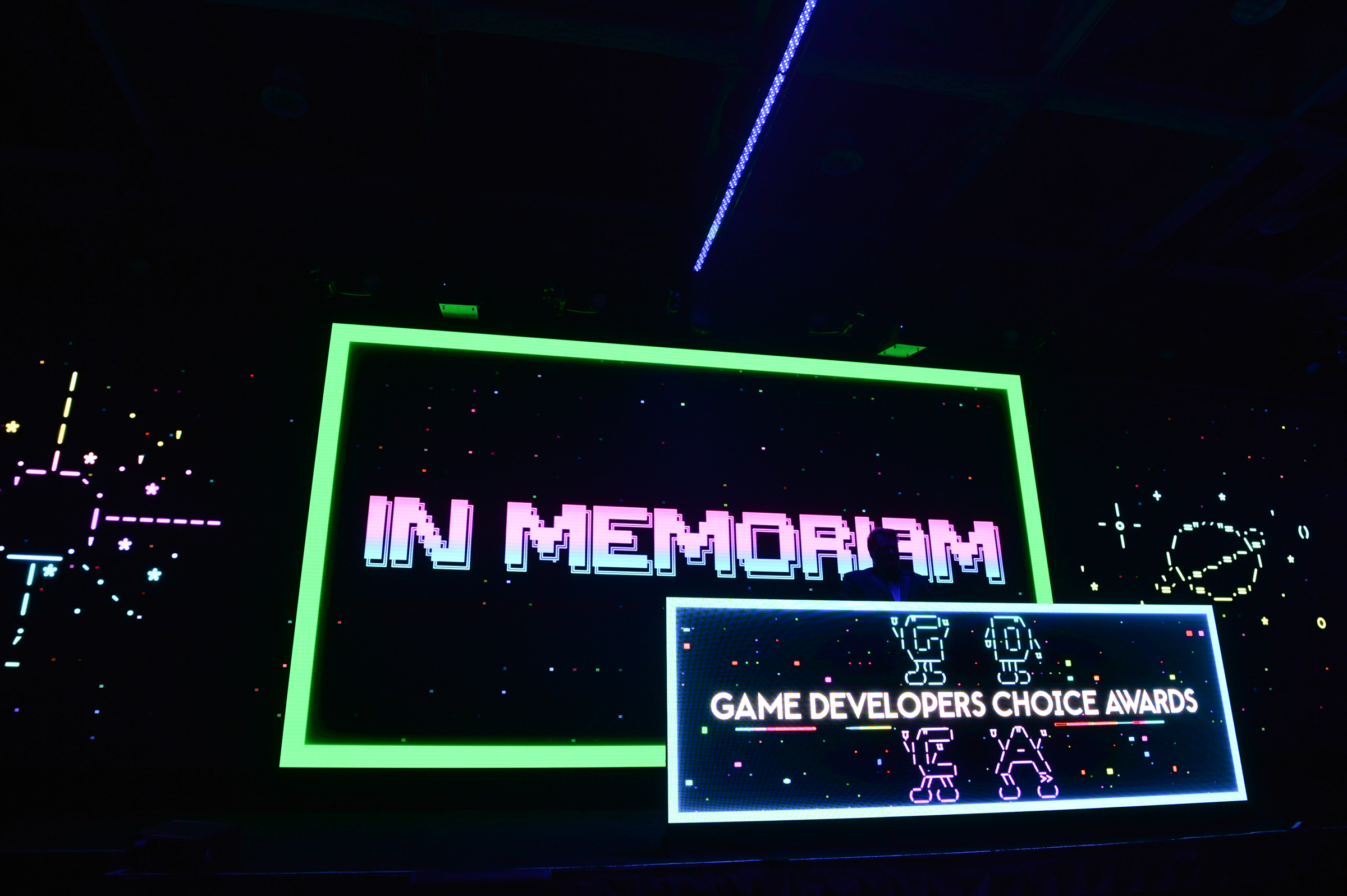
Séquence « In memoriam » lors des Game Developers Choice Awards 2017.

Fait rare dans l'industrie, la cérémonie comprend une séquence « In memoriam », dédiée à lister les membres de l'industrie (développeurs, dirigeants, ou médias) décédés au cours de l'année écoulée. Elle est instaurée à partir de 2013, notamment par le co-organisateur de la GDC Simon Carless, et liste en général une vingtaine de noms, pour la plupart tirés d'une base de données indépendante tenue à jour par un bénévole qui cherche à combler la disparité entre personnalités décédées et autres disparitions moins notoires. En 2023, les organisateurs de la GDC font un appel à contributions pour rassembler davantage d'informations par le biais d'un média partenaire, le site professionnel Game Developer, et diffusent une quarantaine de noms lors de la cérémonie.
Les lauréats montant sur scène pour recevoir leur prix prennent parfois la parole pour défendre des causes qui leur sont chères. Les prises de parole marquantes incluent le maître de cérémonie Tim Schafer, en 2015, multipliant les moqueries à l'encontre de la campagne de harcèlement sexiste du Gamergate ; dans les années 2010 et 2020, des lauréats ou des présentateurs dénonçant le projet de Donald Trump de construire un mur à la frontière entre les États-Unis et le Mexique, ou bien le coût d'accès et l'accessibilité de la GDC ; et, en 2024, nombre de lauréats dont les équipes des jeux Baldur's Gate III ou Venba déplorant les victimes de la vague de licenciements qui frappe l'industrie vidéoludique à partir de 2023, ainsi que celles de la guerre à Gaza depuis 2023.

La cérémonie suit le même déroulement d'année en année.
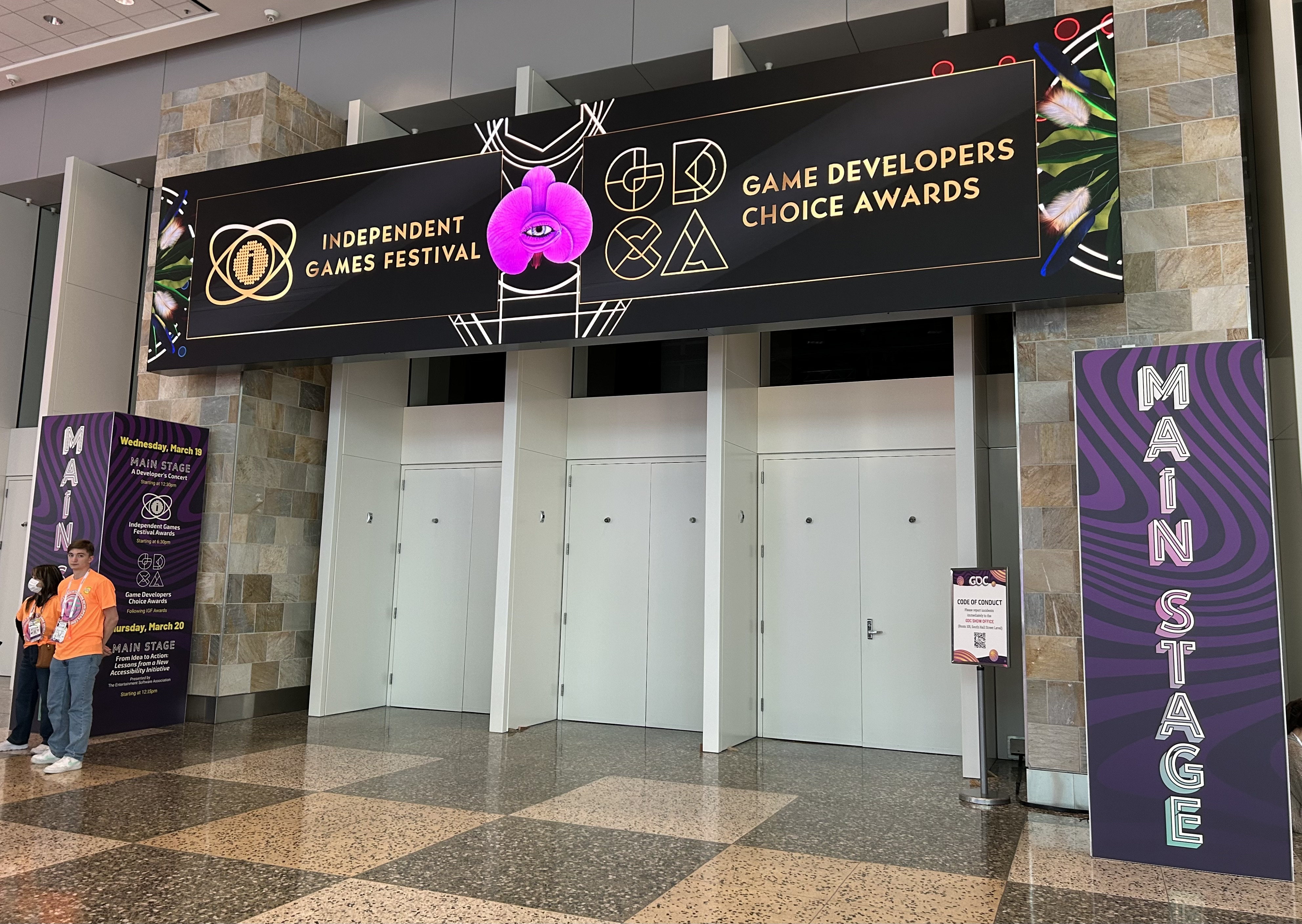
Elle prend place dans la plus grande salle du centre de convention, qui est ouverte au public.
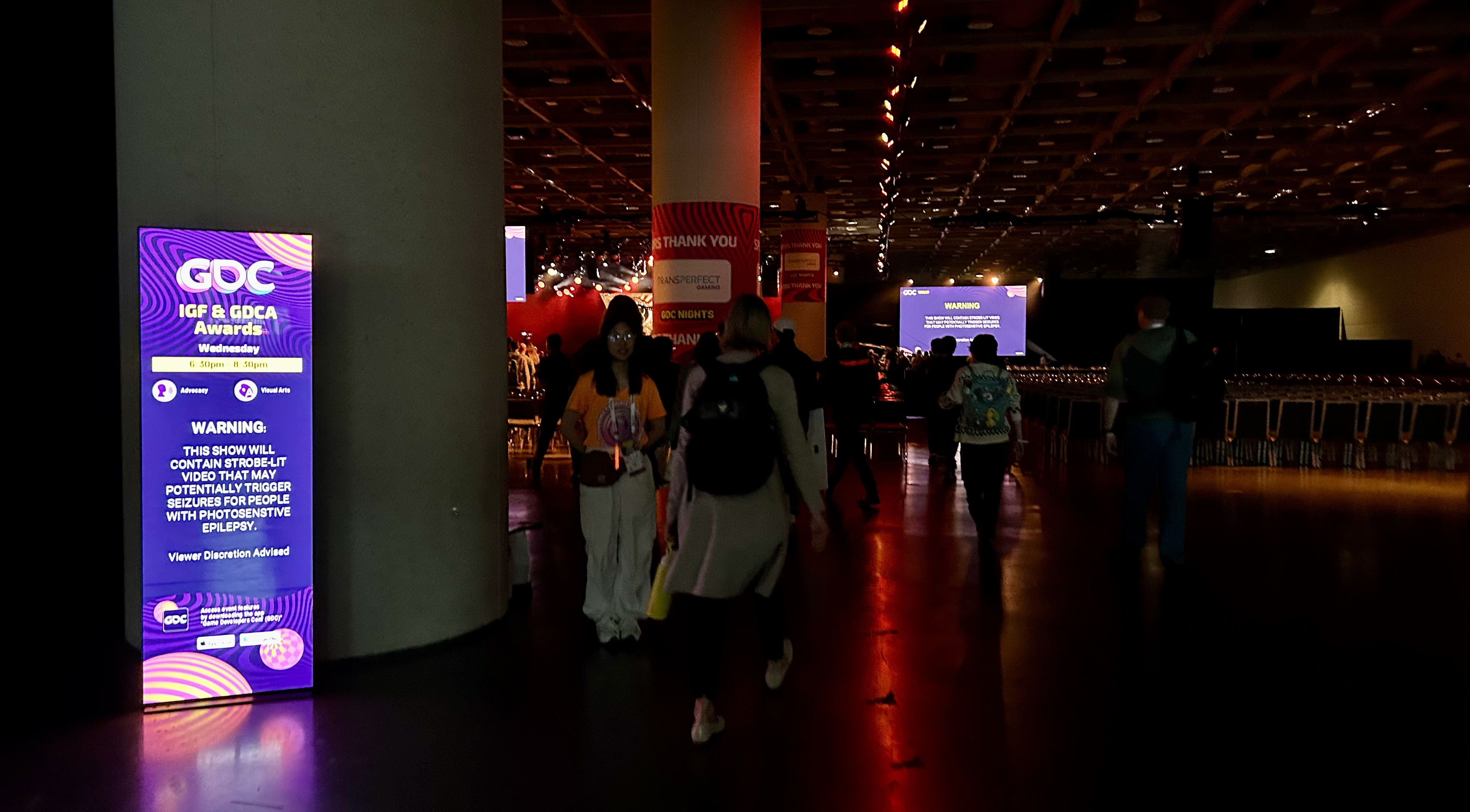
Le public prend place dans le fond de la salle, derrière les nommés...
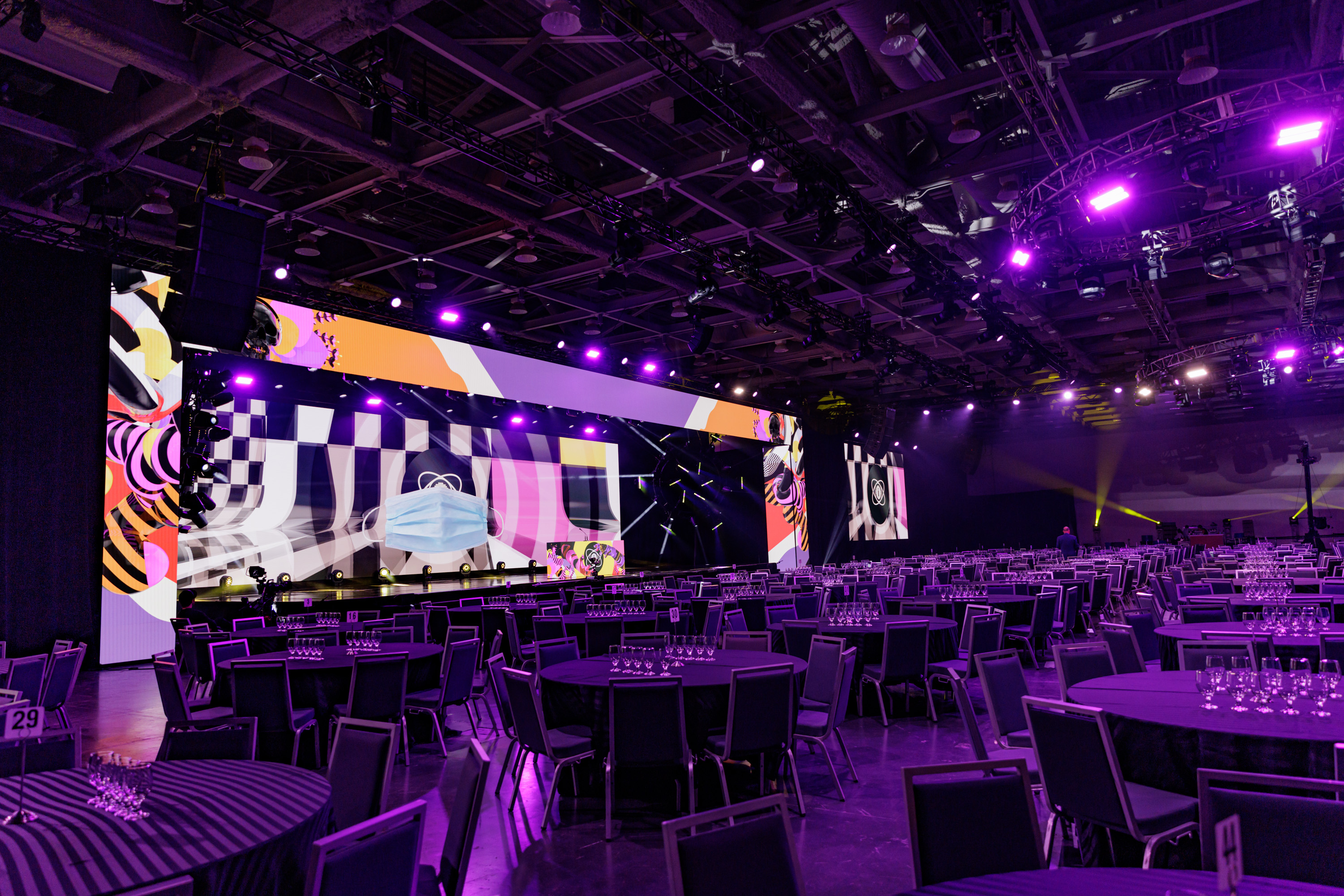
qui, eux, prennent place à des tables situées juste devant la scène.
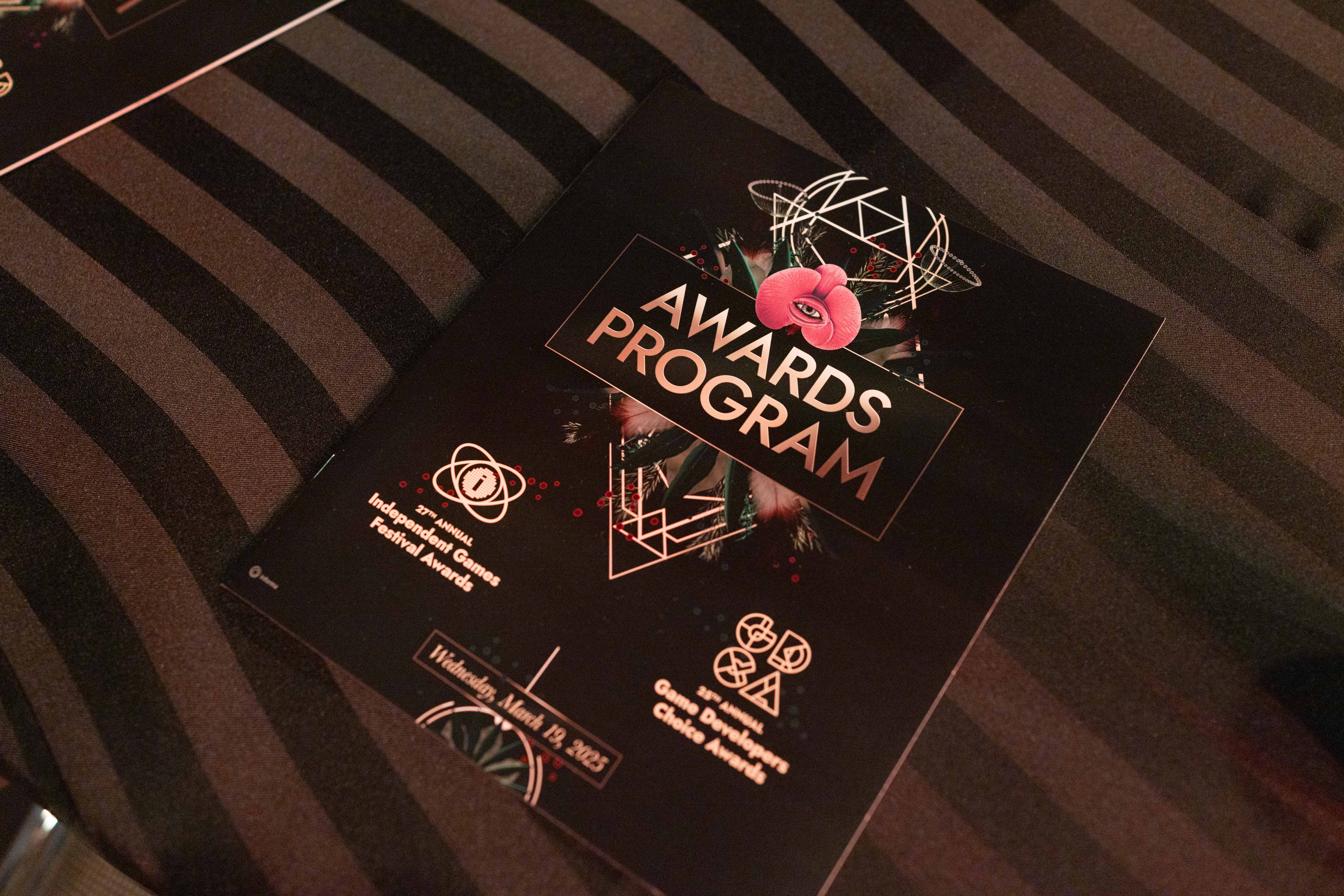
Des livrets sont disposés à chaque table pour introduire l'ordre de remise des prix et les présentateurs.
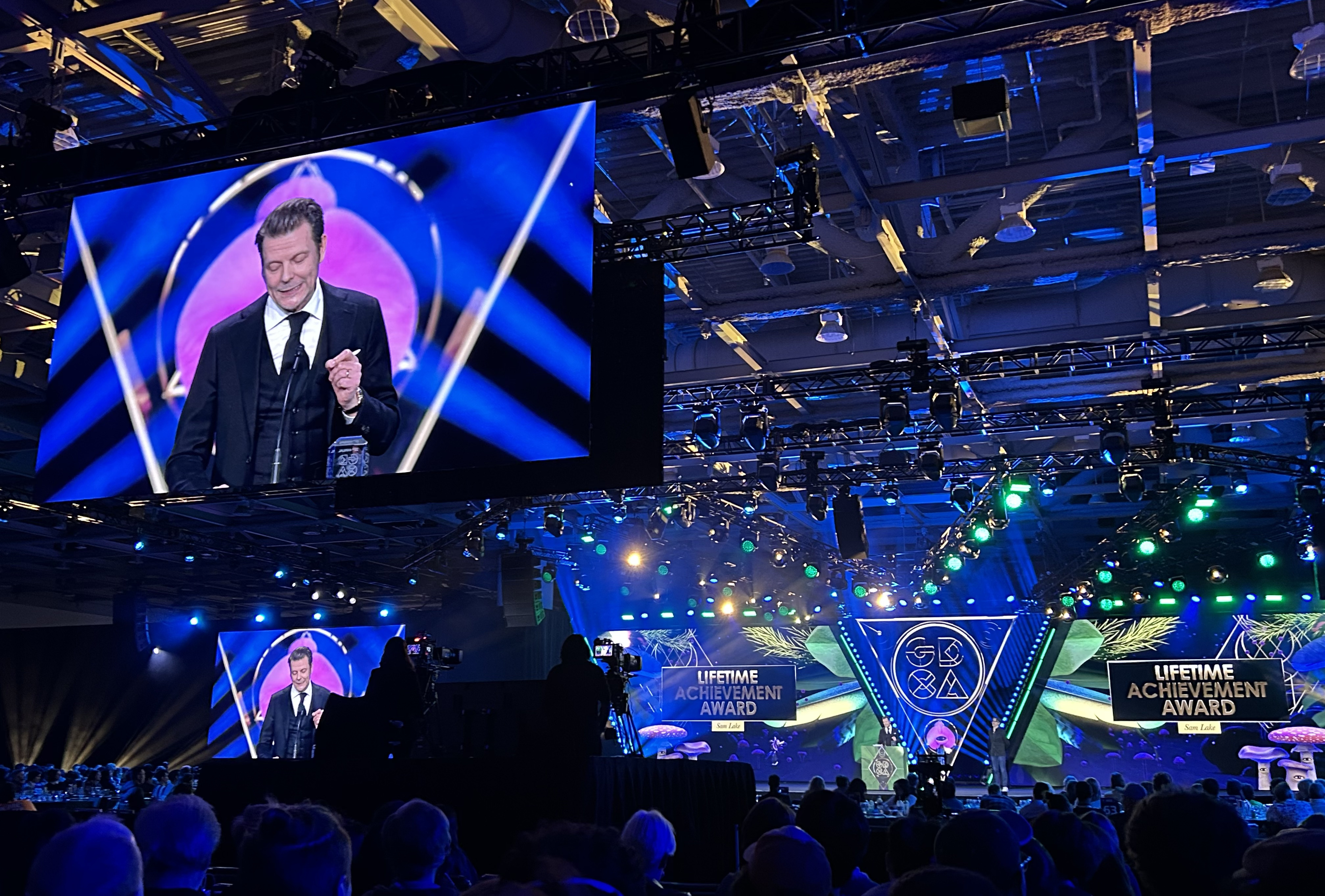
Des écrans diffusent des gros plans de la scène pour le public.

## Catégories de prix

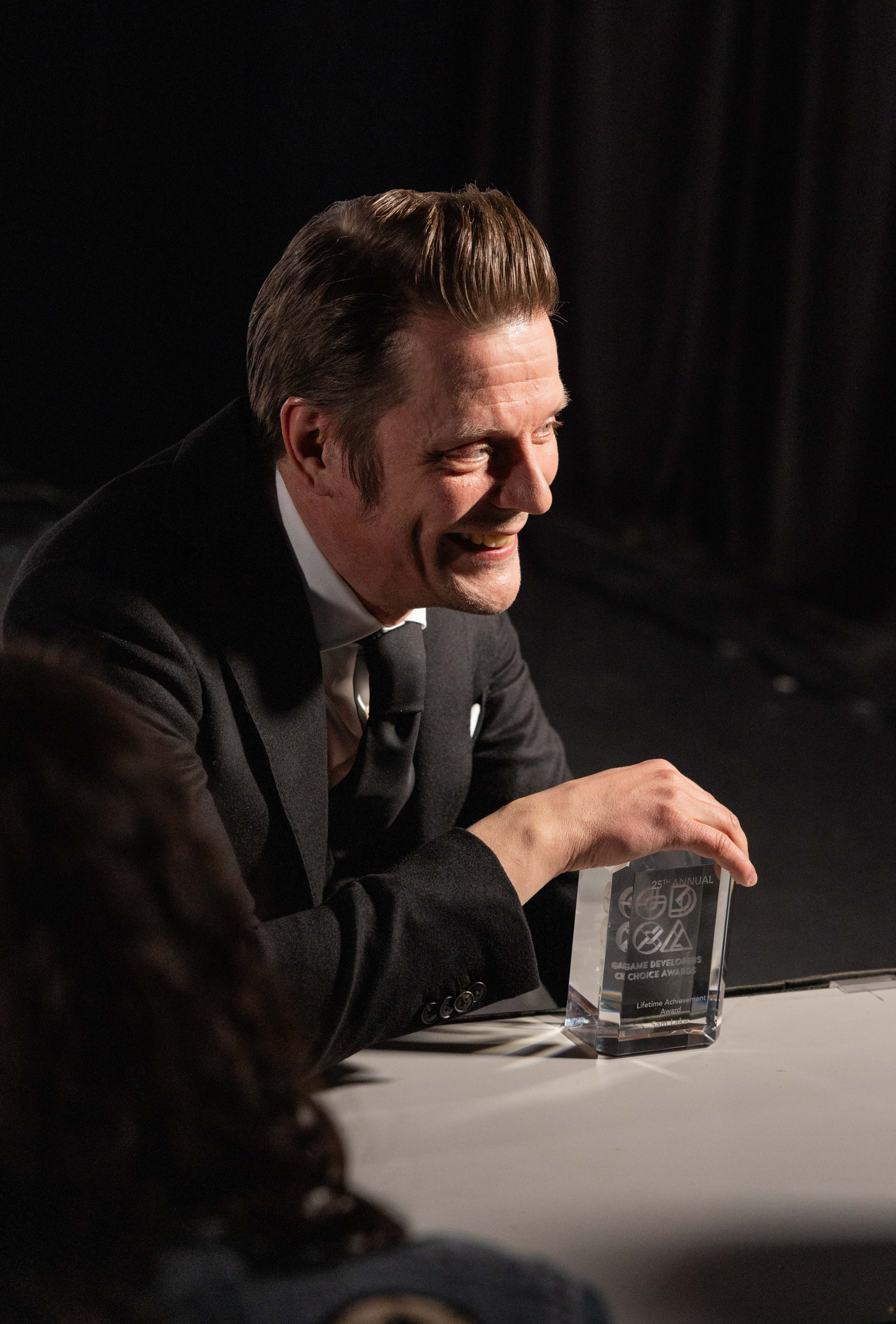
Le trophée des Game Developers Choice Awards est un rectangle de verre. Ici, celui reçu par le directeur créatif Sam Lake pour récompenser l'ensemble de sa carrière, en 2025.

### Catégories actuelles
- Jeu de l'année (Game of the Year Award) : récompense le meilleur jeu.
- Prix de l'innovation (Innovation Award) : récompense plusieurs jeux qui font preuve d'un véritable sens de l'innovation, qui font progresser le niveau actuel de connaissances et repoussent les limites de l'expression vidéoludique. Par essence, ce sont les jeux qui tracent de nouvelles voies et permettent au médium d'évoluer. À partir de 2003, aucune nomination n'est établi dans cette catégorie, les vainqueurs sont élus directement. Et depuis 2004, un maximum de trois prix peuvent être décerné dans cette catégorie (jusqu'à cinq précédemment).
- Meilleure conception de jeu (Best Game Design) : récompense le meilleur game design, sur les critères de mécaniques du gameplay, d'énigmes, d'équilibre du jeu, de level design, etc.
- Meilleur art visuel (Best Visual Art) : récompense la meilleure réalisation artistique, sur les critères d'animation, de modélisation, de direction artistique, de textures, etc.
- Meilleure bande-son (Best Audio) : récompense la meilleure bande-son de jeu, sur les critères de bruitages, de composition musicale, de conception sonore, d'orchestration, etc.
- Meilleure technologie (Best Technology) récompense la meilleure réalisation technique, sur les critères de programmation, d'intelligence artificielle, de gestion réseau, de physique, etc. Cette catégorie a succédé au Programming Award à partir de 2005.
- Meilleure narration (Best Narrative) récompense le meilleur travail d'écriture, sur les critères d'histoire, de construction de l'intrigue, de dialogues, de narration, etc. La catégorie est apparue à la troisième édition. Elle est parfois vue comme annonciatrice du lauréat au titre de jeu de l'année[6].
- Meilleur premier jeu (Best Debut Game) : récompense la première création d'un studio de développement. Cette catégorie a succédé au New Studio Award à partir de 2008.
- Prix pour l'ensemble d'une carrière (Lifetime Achievement Award) : récompense un développeur dont la carrière et les réalisations ont eu un impact indélébile sur le développement de jeu vidéo et le jeu vidéo dans son ensemble.
- Prix du pionnier (Pioneer Award) : récompense un développeur dont les travaux ont été révolutionnaires (technologie, concepts de jeu, game design) à un moment crucial de l'histoire du jeu vidéo, et ont ouvert la voie à d'autres développeurs. Cette catégorie a succédé au First Penguin Award en 2008.
- Prix de l'ambassadeur (Ambassador Award) : récompense les contributions méritantes d'une personnalité dans la construction de la communauté, le partage des connaissances, la défense des développeurs et/ou le développement de jeu. Cette catégorie a succédé au Community Contribution Award à partir de 2008. Elle incarne les buts de l'International Game Developers Association.
- Prix du public (Audience Award) : les votes sont ouverts au grand public à partir du mois de janvier[5]

### Catégories passées
- Maverick Award : récompense un développeur qui a fait preuve d'indépendance dans la réflexion et l'action en expérimentant une forme alternative ou émergente de jeu. La catégorie est apparue à partir de la 4e édition.
- Character Design Award : récompense la meilleure character design, sur les critères d'originalité, de mise en valeur du personnage, de profondeur émotionnelle, etc.
- Level Design Award : a récompensé le meilleur level design jusqu'à la troisième édition. Cette catégorie a été intégrée au Game Design Award depuis 2004.

La scénographie varie selon les éditions.
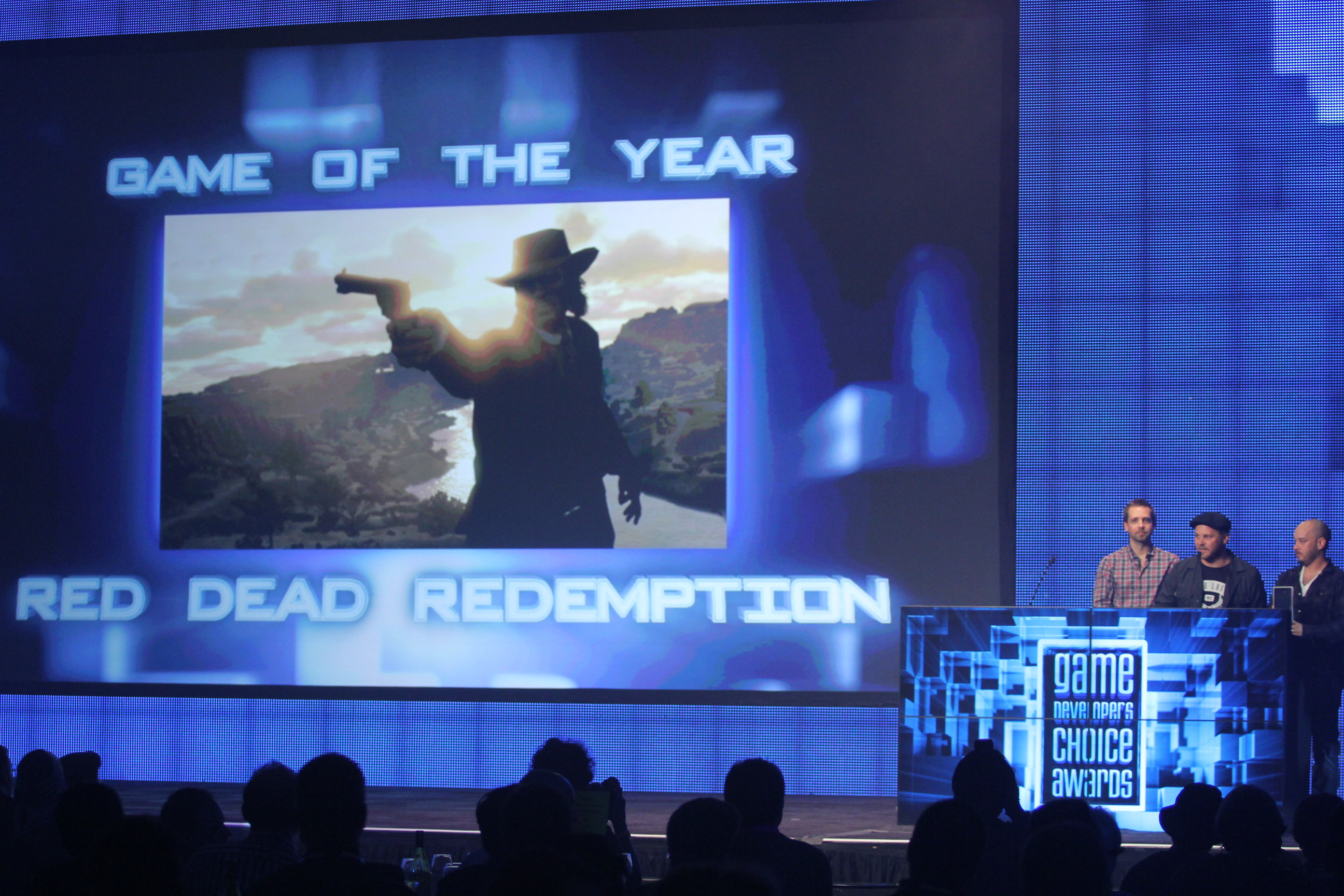
En 2011 (ici, l'équipe de Red Dead Redemption II).
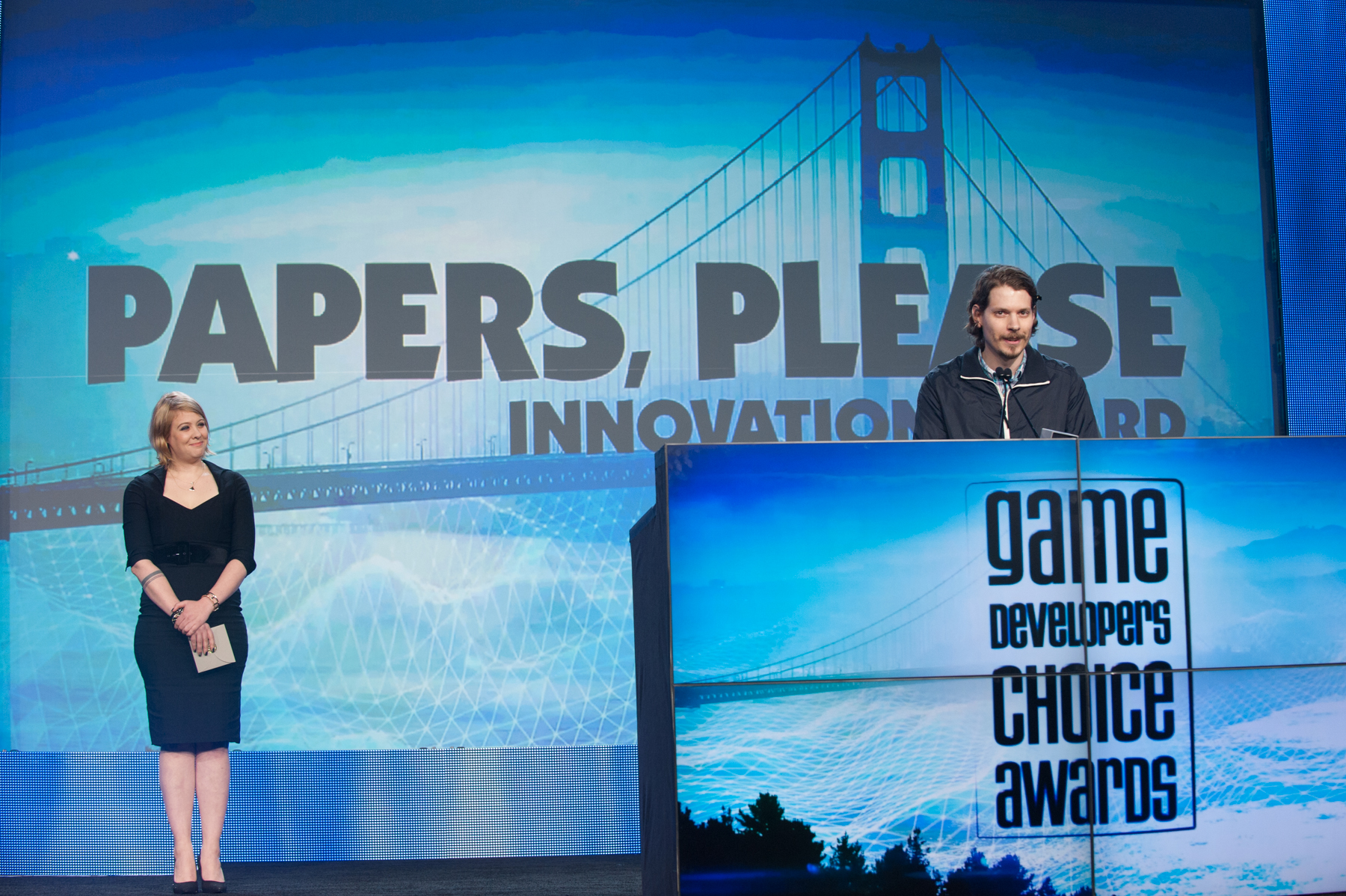
En 2014 (ici, Lucas Pope pour Papers, Please).
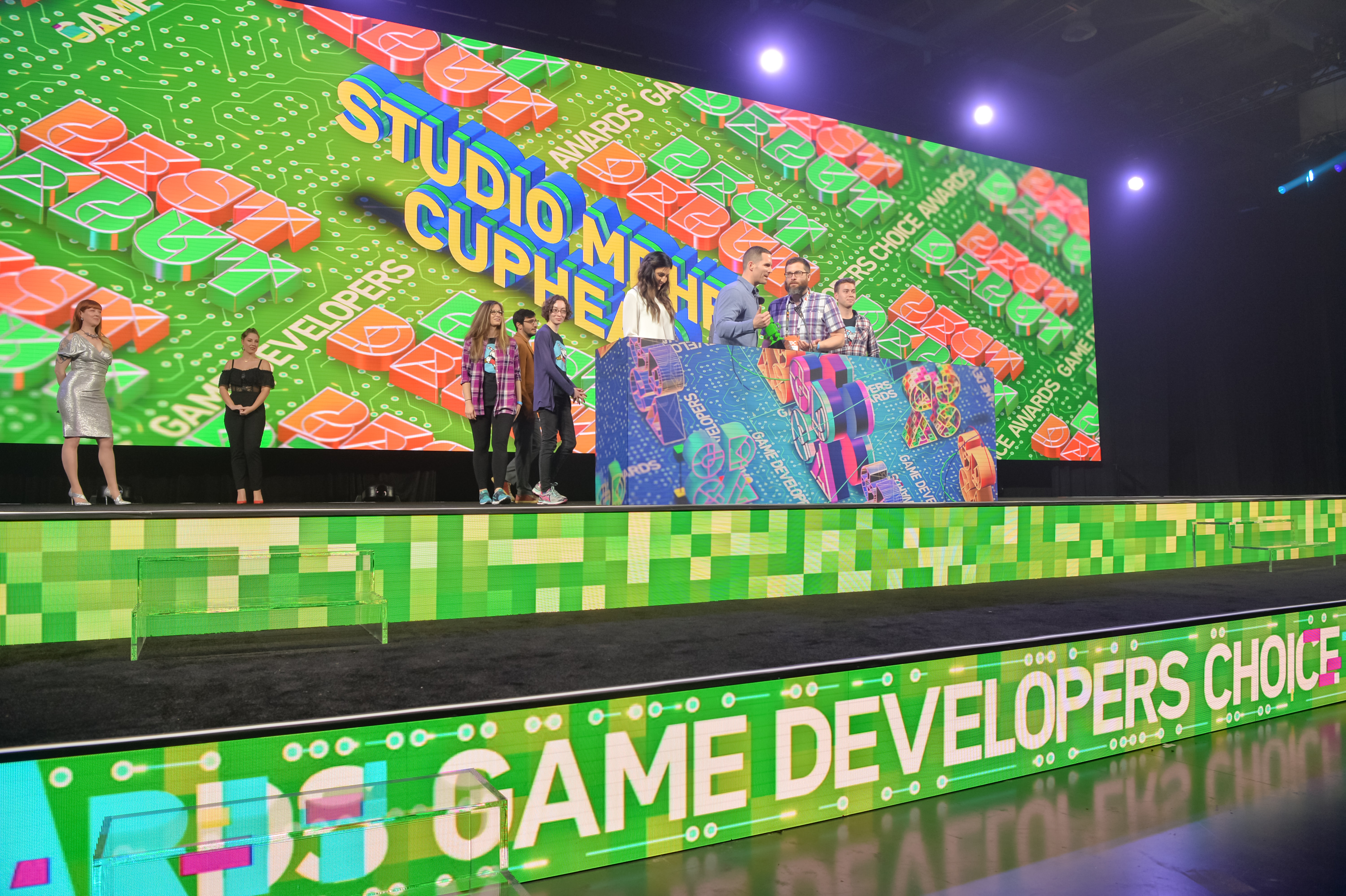
En 2018 (ici, l'équipe de Cuphead).
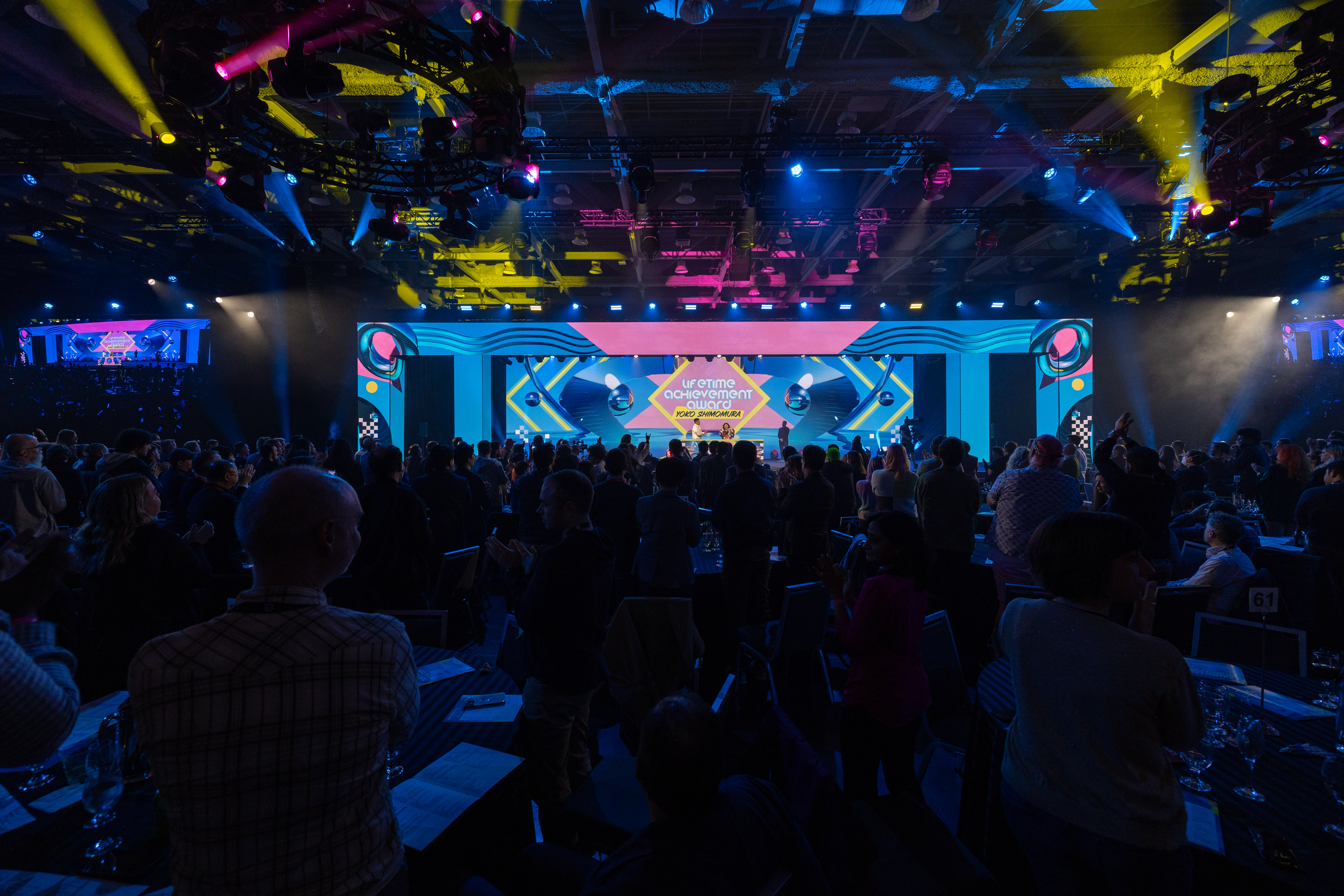
En 2024 (ici, Yoko Shimomura recevant le Game Developers Choice Award pour l'ensemble d'une carrière).

## Palmarès
Les dates ci-dessous indiquent l'année de dévoilement des lauréats et de remise des prix, qui surviennent en mars, lors de la semaine de la Game Developers Conference. La sélection porte sur les œuvres publiées au cours de l'année calendaire précédente.

### Catégories actuelles

#### Jeu de l'année (Game of the Year)

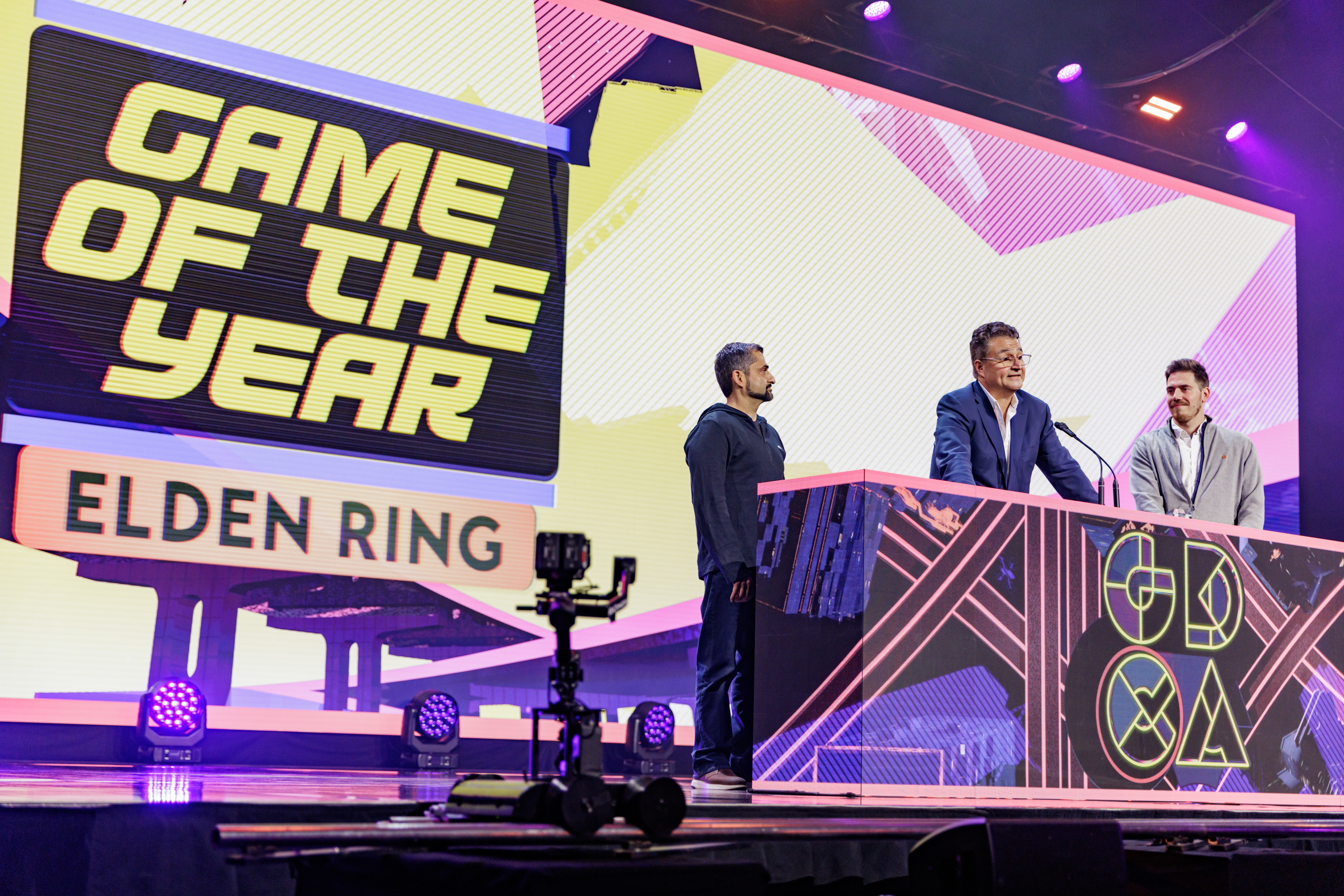
Des représentants de l'équipe du jeu Elden Ring recevant le prix du jeu de l'année en 2023.

2001 : The Sims
2002 : Grand Theft Auto III
2003 : Metroid Prime
2004 : Star Wars: Knights of the Old Republic
2005 : Half-Life 2
2006 : Shadow of the Colossus
2007 : Gears of War
2008 : Portal
2009 : Fallout 3
2010 : Uncharted 2: Among Thieves
2011 : Red Dead Redemption
2012 : The Elder Scrolls V: Skyrim
2013 : Journey (jeu vidéo, 2012)
2014 : The Last of Us
2015 : La Terre du Milieu : L'Ombre du Mordor
2016 : The Witcher 3: Wild Hunt
2017 : Overwatch
2018 : The Legend of Zelda: Breath of the Wild
2019 : God of War
2020 : Untitled Goose Game
2021 : Hades
2022 : Inscryption
2023 : Elden Ring
2024 : Baldur's Gate III
2025 : Balatro

#### Prix de l'innovation (Innovation Award)

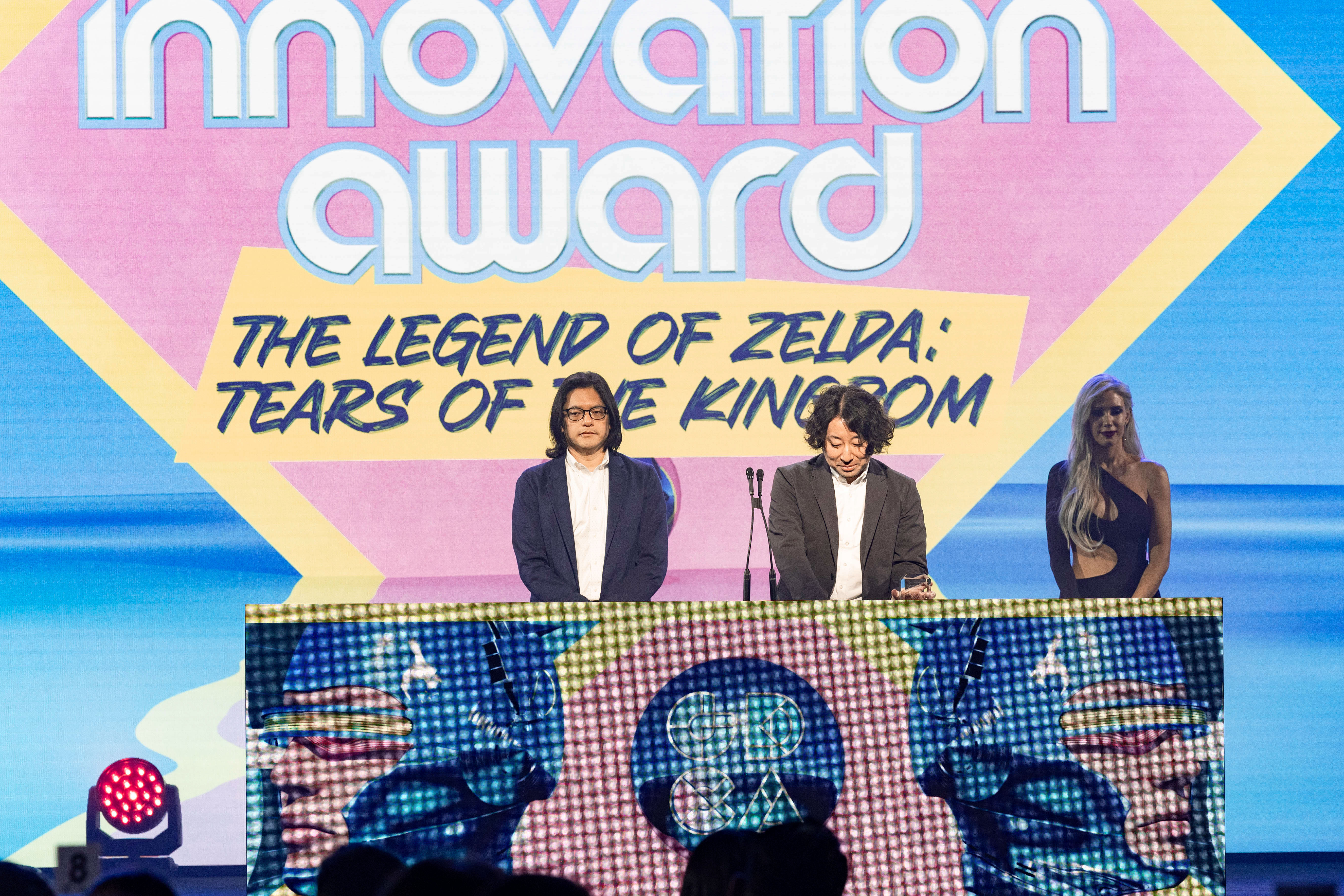
Des développeurs de Nintendo recevant le prix de la meilleure innovation pour The Legend of Zelda: Tears of the Kingdom en 2024.

2001 : Counter-Strike - Crazy Taxi - Deus Ex - Jet Set Radio - No One Lives Forever
2002 : Black and White - Grand Theft Auto III - ICO - Majestic - Rez
2003 : Animal Crossing - Battlefield 1942 - Medal of Honor : Débarquement allié - The Thing
2004 : EyeToy: Play - Viewtiful Joe - WarioWare, Inc. : Mega Mini-Jeux
2005 : Donkey Konga - I Love Bees - Katamari Damacy
2006 : Guitar Hero - Nintendogs - Shadow of the Colossus
2007 : Line Rider - Ōkami - Wii Sports
2008 : Portal
2009 : Little Big Planet
2010 : Scribblenauts
2011 : Minecraft
2012 : Johann Sebastian Joust
2013 : Journey
2014 : Papers, Please
2015 : Monument Valley
2016 : Her Story
2017 : No Man's Sky
2018 : Gorogoa
2019 : Nintendo Labo
2020 : Baba Is You
2021 : Dreams
2022 : Unpacking
2023 : Immortality
2024 : The Legend of Zelda: Tears of the Kingdom
2025 : Balatro

#### Meilleure conception de jeu (Best Game Design)

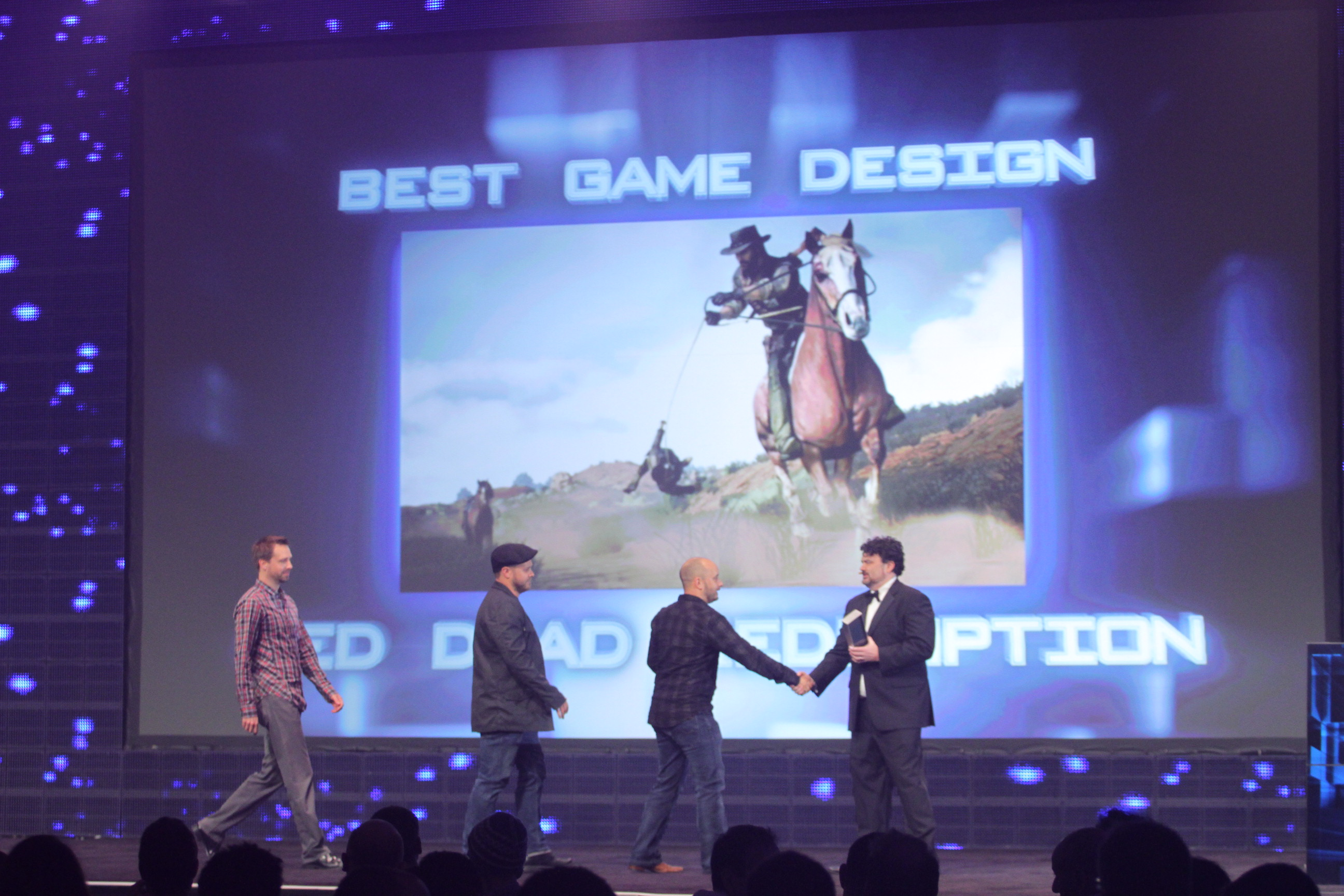
Tim Schafer remettant le prix de la meilleure conception de jeu à des développeurs de Red Dead Redemption en 2011.

2001 : Deus Ex
2002 : Grand Theft Auto III
2003 : Battlefield 1942
2004 : Prince of Persia : Les Sables du Temps
2005 : Katamari Damacy
2006 : Shadow of the Colossus
2007 : Wii Sports
2008 : Portal
2009 : Little Big Planet
2010 : Batman: Arkham Asylum
2011 : Red Dead Redemption
2012 : Portal 2
2013 : Journey
2014 : The Last of Us
2015 : Hearthstone: Heroes of Warcraft
2016 : Rocket League
2017 : Overwatch
2018 : The Legend of Zelda: Breath of the Wild
2019 : Into the Breach
2020 : Baba Is You
2021 : Hades
2022 : It Takes Two
2023 : Elden Ring
2024 : Baldur's Gate III
2025 : Balatro

#### Meilleur art visuel (Best Visual Art)

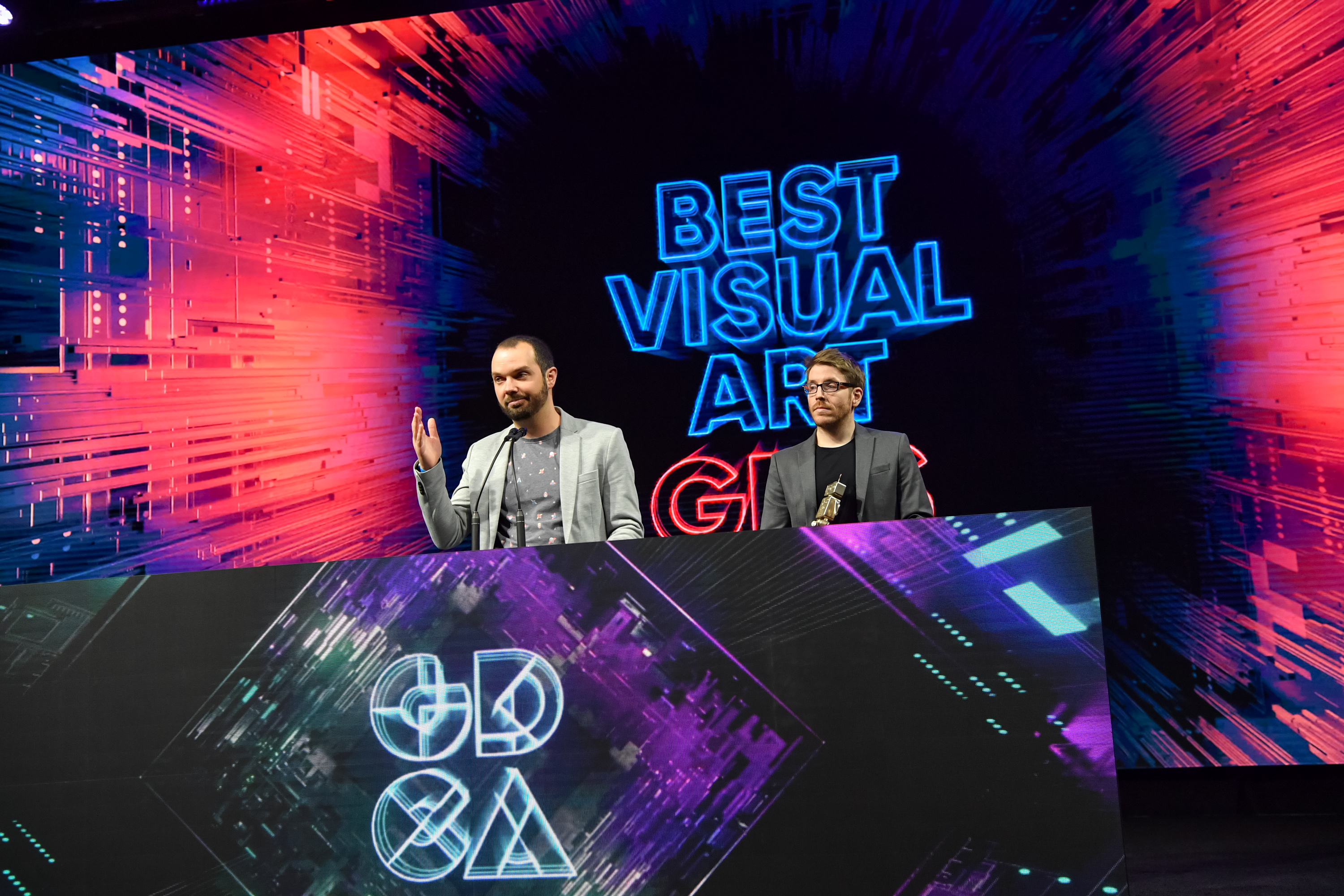
Des développeurs recevant le prix du meilleur art visuel pour Gris en 2019.

2001 : Jet Set Radio
2002 : ICO
2003 : Kingdom Hearts
2004 : The Legend of Zelda: The Wind Waker
2005 : World of Warcraft
2006 : Shadow of the Colossus
2007 : Gears of War
2008 : BioShock
2009 : Prince of Persia
2010 : Uncharted 2: Among Thieves
2011 : Limbo
2012 : Uncharted 3: L'Illusion de Drake
2013 : Journey
2014 : BioShock Infinite
2015 : Monument Valley
2016 : Ori and the Blind Forest
2017 : Inside
2018 : Cuphead
2019 : Gris
2020 : Control
2021 : Ghost of Tsushima
2022 : Ratchet and Clank: Rift Apart
2023 : Elden Ring
2024 : Alan Wake 2
2025 : Black Myth: Wukong

#### Meilleure bande-son (Best Audio)

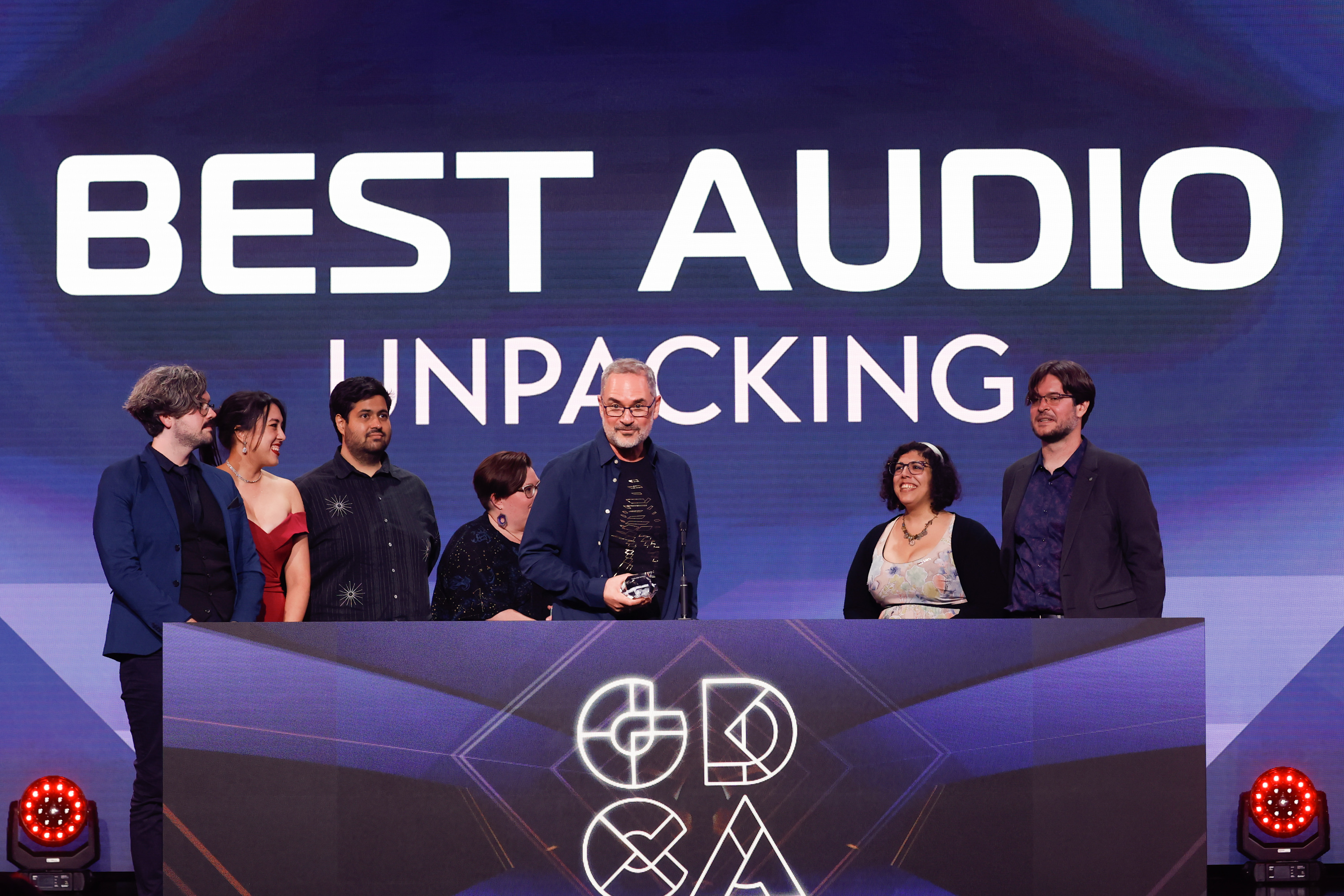
L'équipe de développeurs d'Unpacking recevant le prix de la meilleure bande-son en 2022.

2001 : Diablo II
2002 : Halo: Combat Evolved
2003 : Medal of Honor: Allied Assault
2004 : Call of Duty
2005 : Halo 2
2006 : Guitar Hero
2007 : Guitar Hero II
2008 : BioShock
2009 : Dead Space
2010 : Uncharted 2: Among Thieves
2011 : Red Dead Redemption
2012 : Portal 2
2013 : Journey
2014 : BioShock Infinite
2015 : Alien: Isolation
2016 : Crypt of the NecroDancer
2017 : Inside
2018 : The Legend of Zelda: Breath of the Wild
2019 : Celeste
2020 : Control
2021 : Hades
2022 : Unpacking
2023 : God of War Ragnarök
2024 : Hi-Fi Rush
2025 : Astro Bot

#### Meilleure technologie (Best Technology)

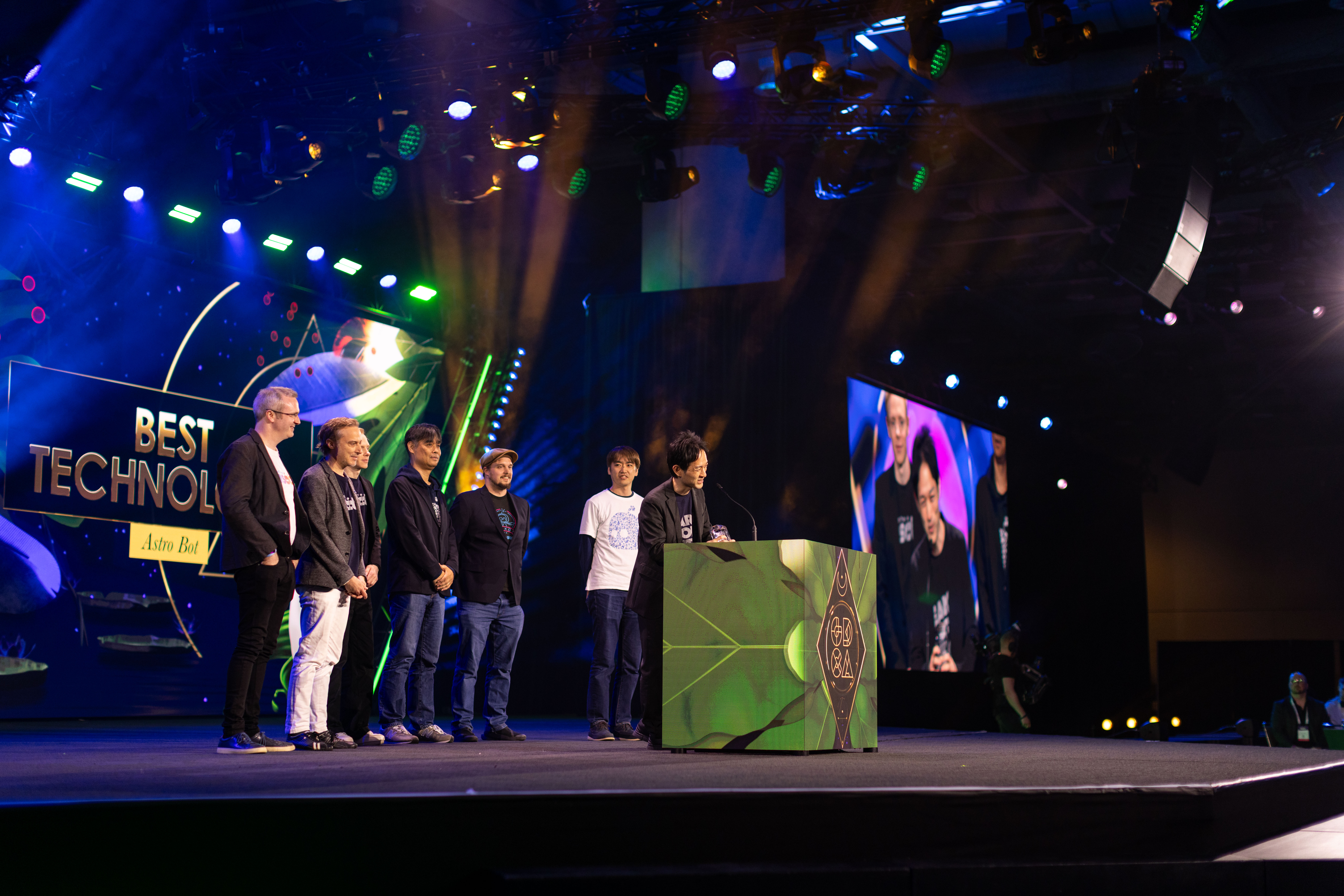
Des développeurs de Team Asobi recevant le prix de la meilleure technologie pour Astro Bot en 2025.

2001 : Les Sims
2002 : Black and White
2003 : Neverwinter Nights
2004 : Prince of Persia : Les Sables du Temps
2005 : Half-Life 2
2006 : Nintendogs
2007 : Gears of War
2008 : Crysis
2009 : Little Big Planet
2010 : Uncharted 2: Among Thieves
2011 : Red Dead Redemption
2012 : Battlefield 3
2013 : Far Cry 3
2014 : Grand Theft Auto V
2015 : Destiny
2016 : The Witcher 3: Wild Hunt
2017 : Uncharted 4: A Thief's End
2018 : Horizon Zero Dawn
2019 : Red Dead Redemption II
2020 : Control
2021 : Microsoft Flight Simulator
2022 : Ratchet and Clank: Rift Apart
2023 : God of War Ragnarök
2024 : The Legend of Zelda: Tears of the Kingdom
2025 : Astro Bot

#### Meilleure narration (Best Narrative)

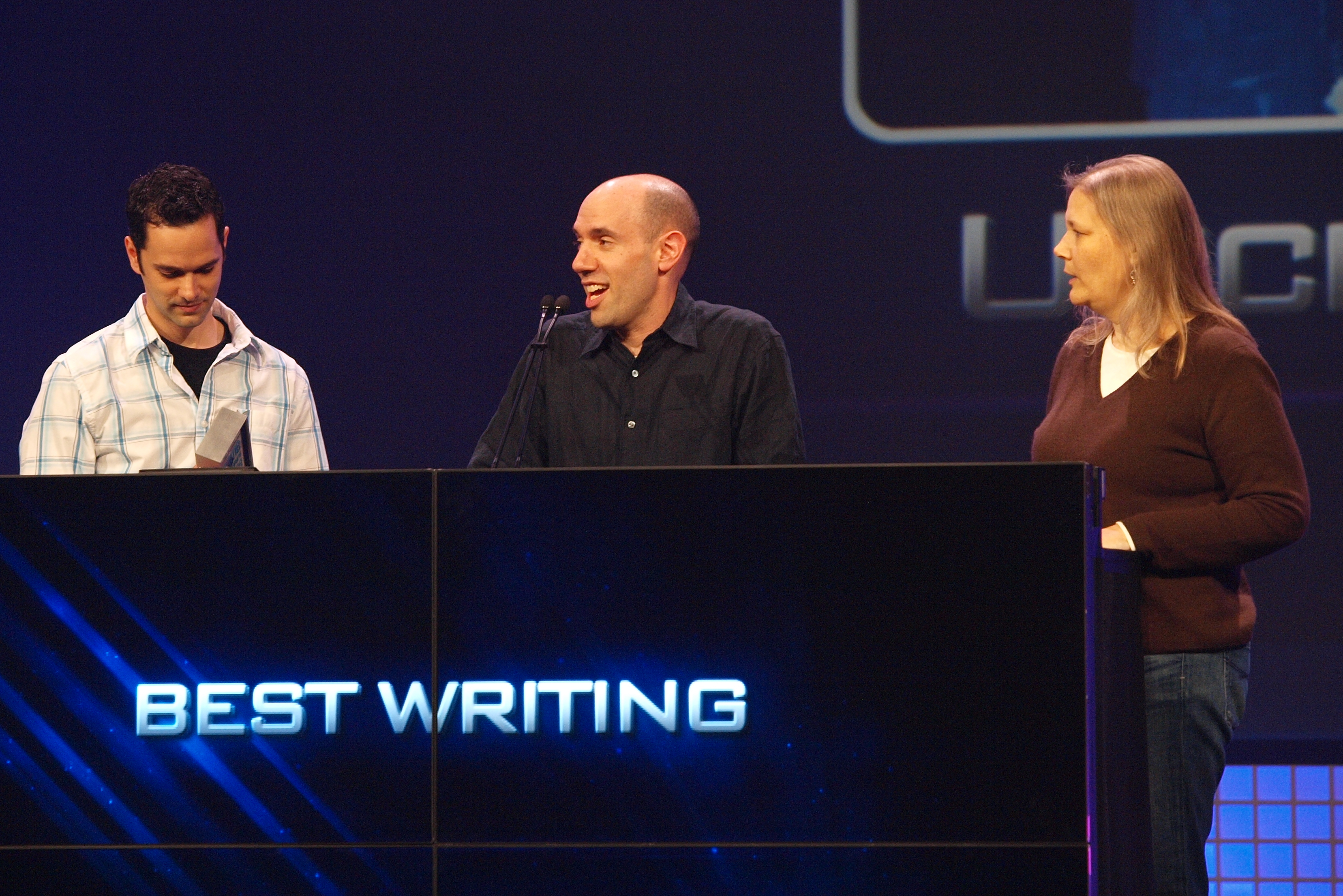
Des développeurs de Naughty Dog recevant le prix de la meilleure écriture pour Uncharted 2 en 2010 (de gauche à droite : Neil Druckmann, Bruce Straley et Amy Hennig).

2003 : Tom Clancy's Splinter Cell
2004 : Star Wars: Knights of the Old Republic
2005 : Half-Life 2
2006 : Psychonauts
2007 : The Legend of Zelda: Twilight Princess
2008 : BioShock
2009 : Fallout 3
2010 : Uncharted 2
2011 : Mass Effect 2
2012 : Portal 2
2013 : The Walking Dead
2014 : The Last Of Us
2015 : Kentucky Route Zero: Épisode 3
2016 : Her Story
2017 : Firewatch
2018 : What Remains of Edith Finch
2019 : Return of the Obra Dinn
2020 : Disco Elysium
2021 : The Last of Us Part II
2022 : Psychonauts 2
2023 : Pentiment
2024 : Baldur's Gate III
2025 : Metaphor: ReFantazio

#### Meilleur premier jeu (Best Debut Game)

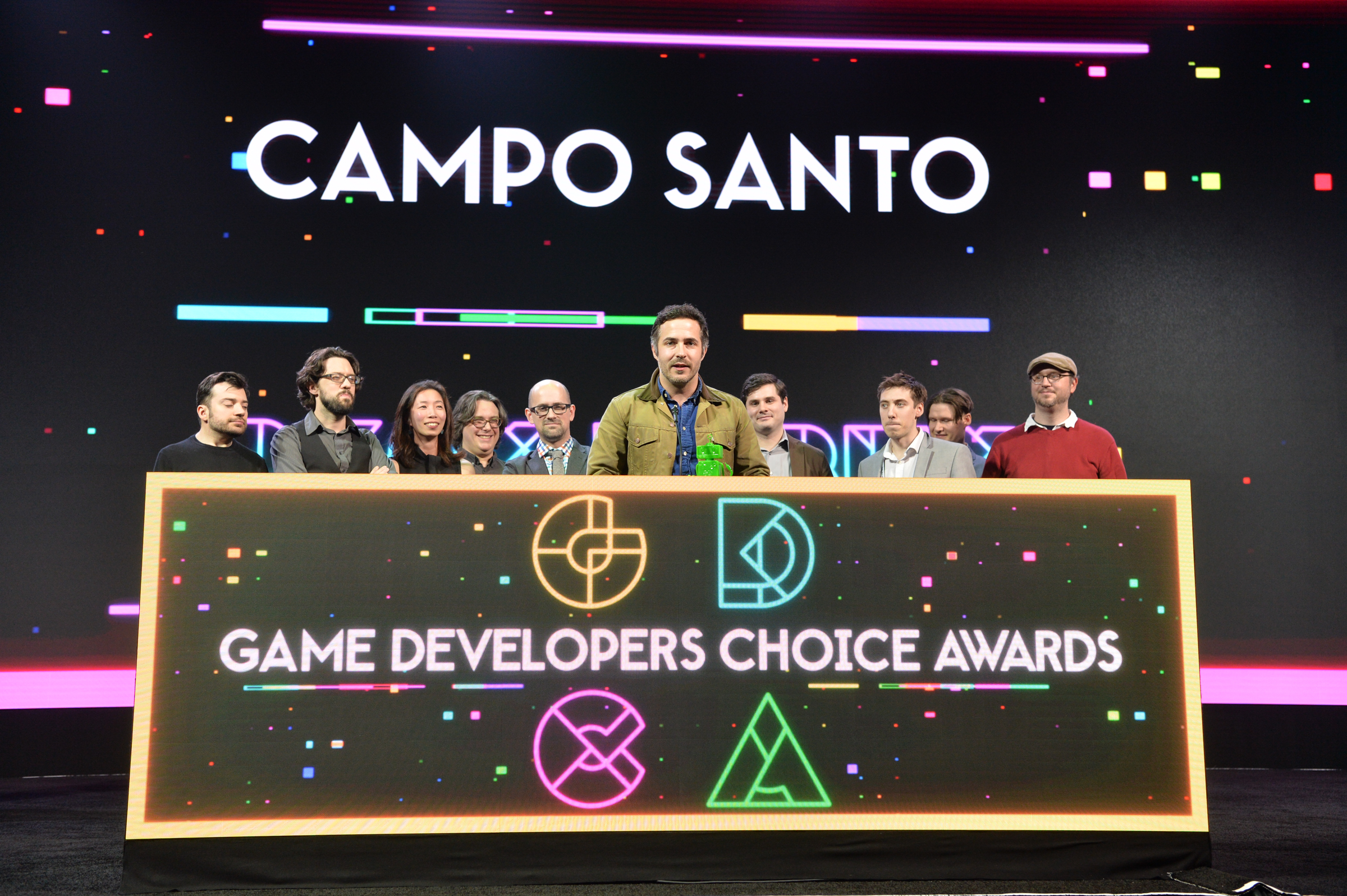
L'équipe de développeurs du studio Campo Santo recevant le prix du meilleur premier jeu pour Firewatch en 2017.

2001 : L'équipe de Counter-Strike, Minh Le, Jess Cliffe
2002 : Bohemia Interactive Studio pour Operation Flashpoint: Cold War Crisis
2003 : Retro Studios pour Metroid Prime
2004 : Infinity Ward pour Call of Duty
2005 : Crytek pour Far Cry
2006 : Double Fine Productions pour Psychonauts
2007 : Iron Lore Entertainment pour Titan Quest
2008 : Crackdown de Realtime Worlds
2009 : Little Big Planet
2010 : Torchlight
2011 : Minecraft
2012 : Bastion
2013 : FTL: Faster Than Light
2014 : Gone Home
2015 : The Banner Saga
2016 : Ori and the Blind Forest
2017 : Firewatch
2018 : Cuphead
2019 : Florence
2020 : Disco Elysium
2021 : Phasmophobia
2022 : Valheim
2023 : Stray
2024 : Venba
2025 : Balatro

#### Impact social (Social Impact)
2024 : Citizen Sleeper
2024 : Venba
2025 : Life Is Strange: Double Exposure

#### Prix du public (Audience Award)

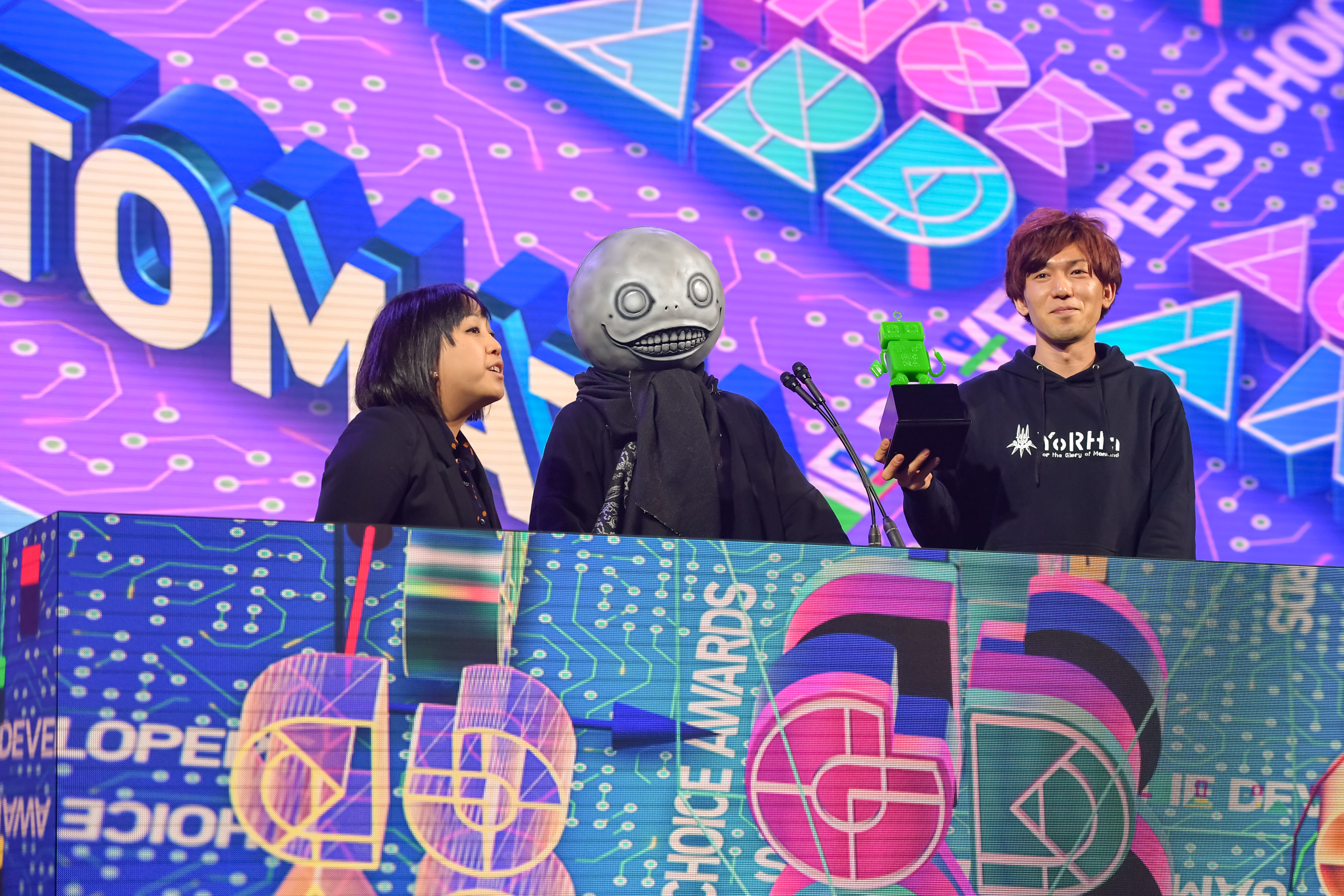
Le directeur créatif Yoko Taro recevant le prix du public pour Nier: Automata en 2018.

2013 : Dishonored
2014 : Kerbal Space Program
2015 : Elite: Dangerous
2016 : Life Is Strange
2017 : Battlefield 1
2018 : Nier: Automata
2019 : Beat Saber
2020 : Sky: Children of the Light
2021 : Ghost of Tsushima
2022 : Valheim
2023 : God of War Ragnarök
2024 : Baldur's Gate III
2025 : Final Fantasy VII Rebirth

### Prix spéciaux

#### Prix pour l'ensemble d'une carrière (Lifetime Achievement Award)

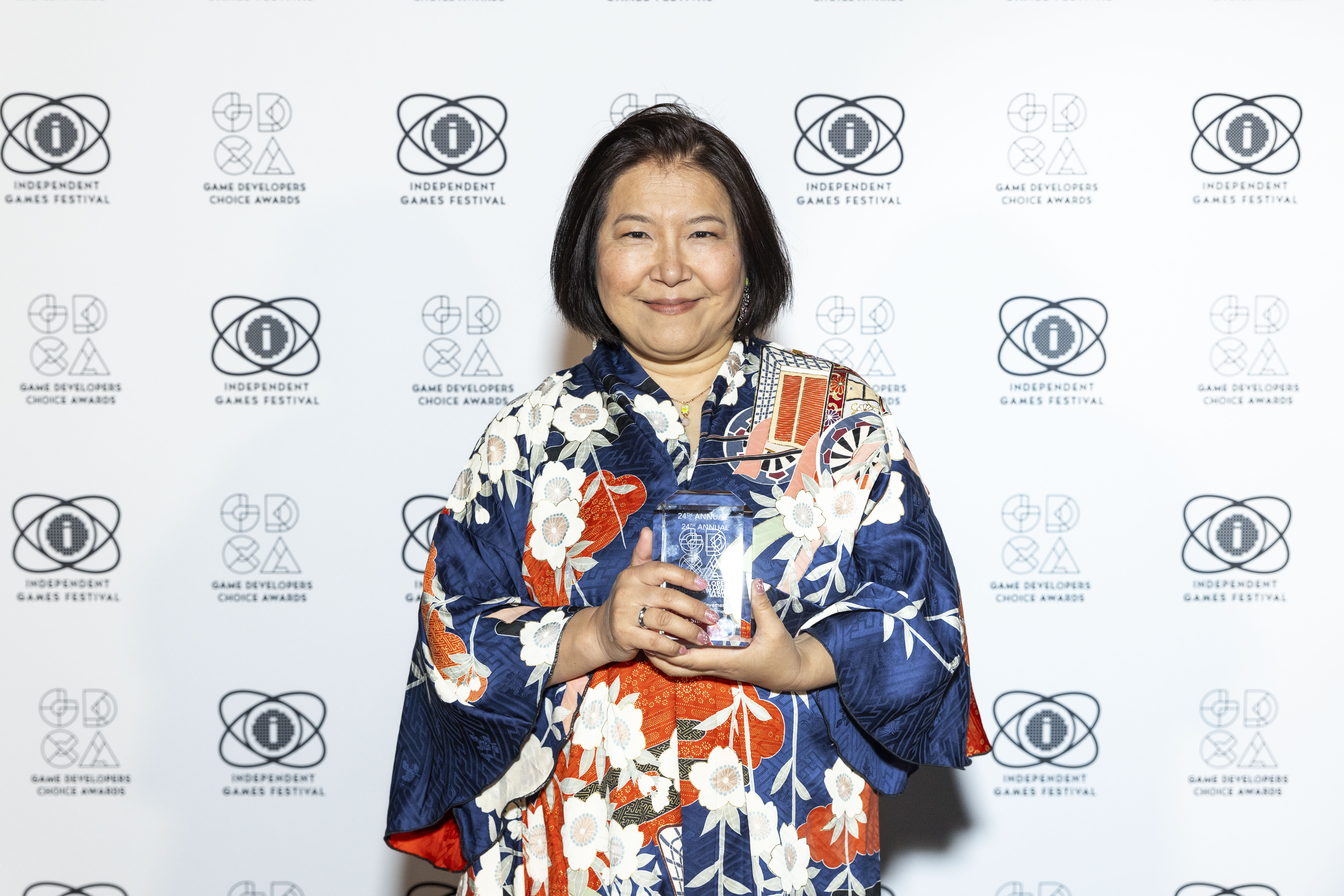
Yoko Shimomura recevant le Game Developers Choice Award pour l'ensemble d'une carrière en 2024.

2001 : Will Wright
2002 : Yuji Naka
2003 : Gunpei Yokoi
2004 : Mark Cerny
2005 : Eugene Jarvis
2006 : Richard Garriott
2007 : Shigeru Miyamoto
2008 : Sid Meier
2009 : Hideo Kojima
2010 : John Carmack (co-fondateur d'Id Software)
2011 : Peter Molyneux (co-fondateur de Bullfrog Productions et Lionhead Studios)
2012 : Warren Spector
2013 : Ray Muzyka et Greg Zeschuk
2014 : Ken Kutaragi
2015 : Hironobu Sakaguchi
2016 : Todd Howard
2017 : Tim Sweeney
2018 : Tim Schafer
2019 : Amy Hennig
2019 : non décerné
2021 : Laralyn McWilliams
2022 : Yūji Horii
2023 : John Romero
2024 : Yoko Shimomura
2025 : Sam Lake

#### Prix du pionnier (Pioneer Award)

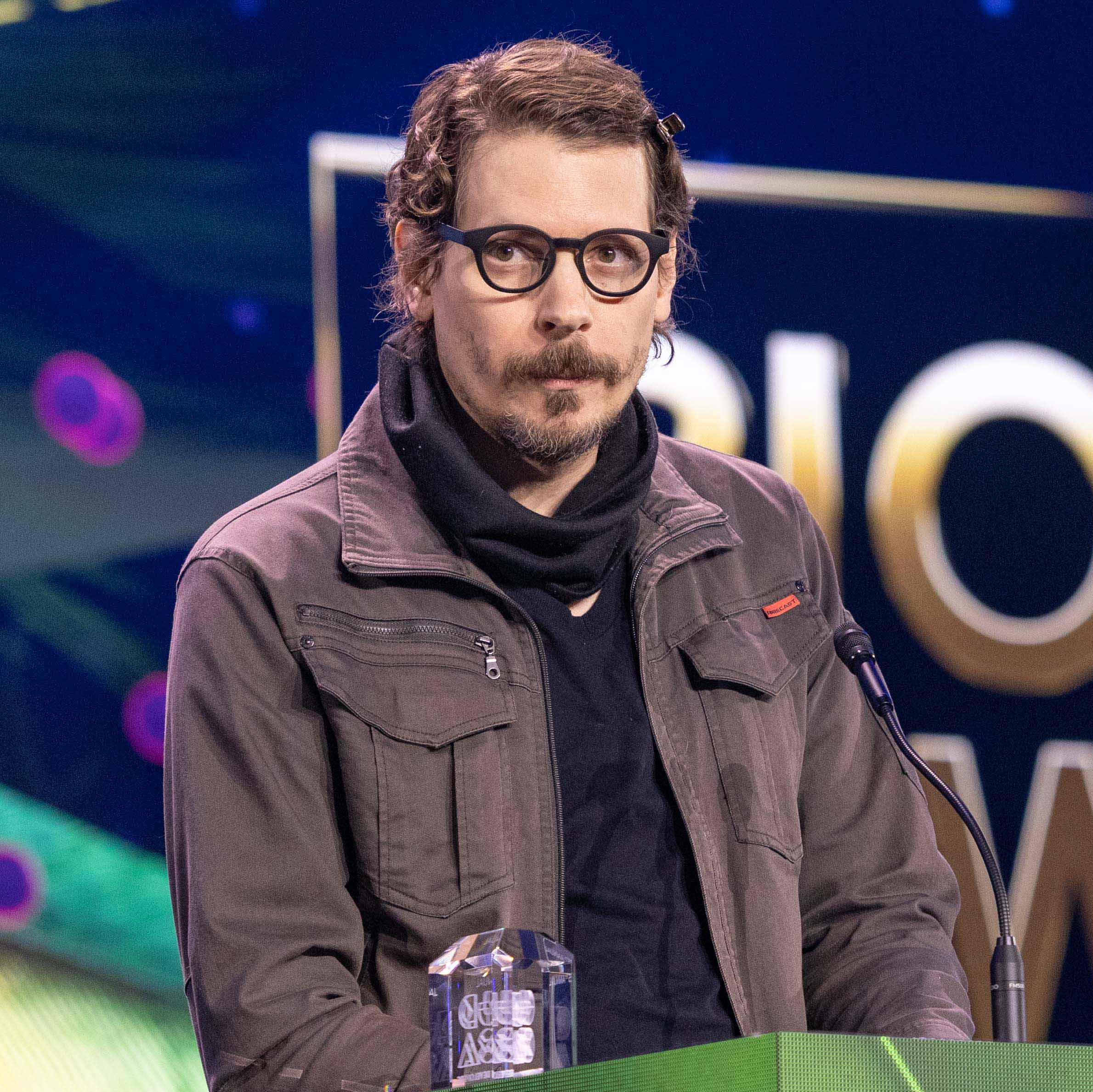
Lucas Pope recevant le Game Developers Choice Award du pionnier en 2025.

2001 : Chip Morningstar et Randy Farmer
2002 : Hubert Chardot
2003 : David Crane (programmeur), Larry Kaplan, Jim Levy, Alan Miller, Bob Whitehead
2004 : Masaya Matsuura
2005 : Richard Bartle
2006 : Don Woods, Will Crowther
2007 : Alexey Pajitnov
2008 : Ralph Baer
2009 : Alex Rigopulos et Eran Egozy
2010 : Gabe Newell (créateur de la plateforme Steam
2011 : Yū Suzuki
2012 : Dave Theurer
2013 : Steve Russell
2014 : Brandon Beck et Marc Merrill
2015 : David Braben
2016 : Markus Persson
2017 : Jordan Mechner
2018 : non décerné
2019 : Rieko Kodama
2020 : Roberta Williams
2021 : Tom Fulp
2022 : non décerné
2023 : Mabel Addis,
2024 : non décerné
2025 : Lucas Pope

#### Prix de l'ambassadeur (Ambassador Award)

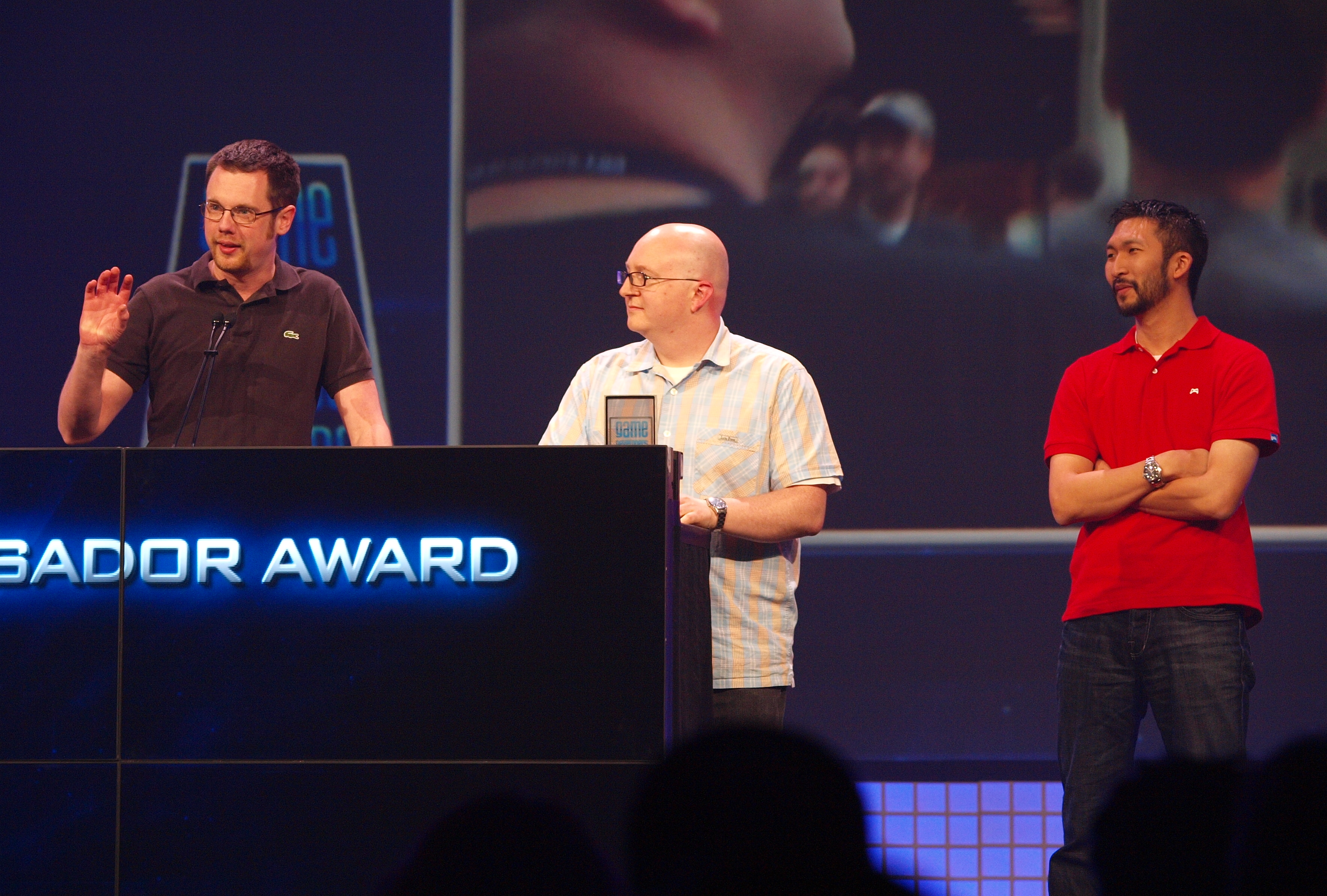
Les fondateurs de Penny Arcade recevant le prix de l'ambassadeur en 2010.

2001 : John Carmack
2002 : Jeff Lander
2003 : Doug Church (Eidos Interactive)
2004 : Ray Muzyka et Greg Zeschuk
2005 : Sheri Graner Ray
2006 : Chris Hecker
2007 : George Sanger
2008 : Jason Della Rocca
2009 : Tommy Tallarico (compositeur)
2010 : Jerry Holkins, Mike Krahulik and Robert Khoo (fondateurs de Penny Arcade)
2011 : Tim Brengle and Ian Mackenzie (organisateurs du programme de volontaires de la Game Developers Conference
2012 : Kenneth Doroshow et Paul M. Smith (avocats)
2013 : Chris Melissinos (développeur chez Sun Microsystems, à l'initiative de plusieurs projets liés à  Java)
2014 : Anita Sarkeesian (créatrice de Feminist Frequency)
2015 : Brenda Romero (développeuse et co-dirigeante de Romero Games)
2016 : Tracy Fullerton (développeuse et professeur à l'USC Interactive Media & Games Division)
2017 : Mark DeLoura (ancien rédacteur de Game Developer et consultant pour le ministère américain des technologies)
2018 : Rami Ismail (co-fondateur de Vlambeer et soutien aux développeurs de jeux indépendants)
2019 : non décerné
2020 : Kate Edwards (ancienne directrice de la International Game Developers Association)
2021 : non décerné
2022 : Steven Spohn
2022 : non décerné
2024 : Fawzi Mesmar

### Récompenses passées

#### Meilleure conception de niveau (Best Level Design)
2001 : American McGee's Alice
2002 : ICO
2003 : Metroid Prime

#### Meilleur nouveau personnage de l'année (Best Original Game Character of the Year)
2001 : Seaman dans Seaman
2002 : Daxter dans Jak and Daxter: The Precursor Legacy
2003 : Sly Cooper dans Sly Raccoon
2004 : HK-47 dans Star Wars: Knights of the Old Republic

#### Meilleure conception de personnage (Best Character Design)
2005 : Half-Life 2
2006 : Shadow of the Colossus
2007 : Ōkami

#### Meilleure programmation (Excellence in Programming)
2001 : Les Sims
2002 : Black and White
2003 : Neverwinter Nights
2004 : Prince of Persia : Les Sables du Temps

#### Meilleur jeu à télécharger (Best Downloadable Game)
2008 : flOw
2009 : World of Goo
2010 : Flower
2011 : Minecraft
2012 : non décerné
2013 : Bastion
2014 : Journey
2015 : Papers, Please

#### Meilleur jeu social/en ligne (Best New Social/Online Game)
2010 : FarmVille

#### Jeu mobile ou sur console portable (Best Handheld Game)
2008 : The Legend of Zelda: Phantom Hourglass
2010 : Scribblenauts
2011 : Cut the Rope
2015 : Monument Valley

#### Maverick Award
2004 : Brian Fiete, Jason Kapalka et John Vechey (PopCap Games)
2005 : Matt Adams, Ju Row Farr et Nick Tandavanitj (Blast Theory)
2006 : Mike Dornbrook, Eran Egozy, Greg LoPiccolo, and Alex Rigopulos (Harmonix Music Systems)
2007 : Greg Costikyan